# رنه پریمور لسن

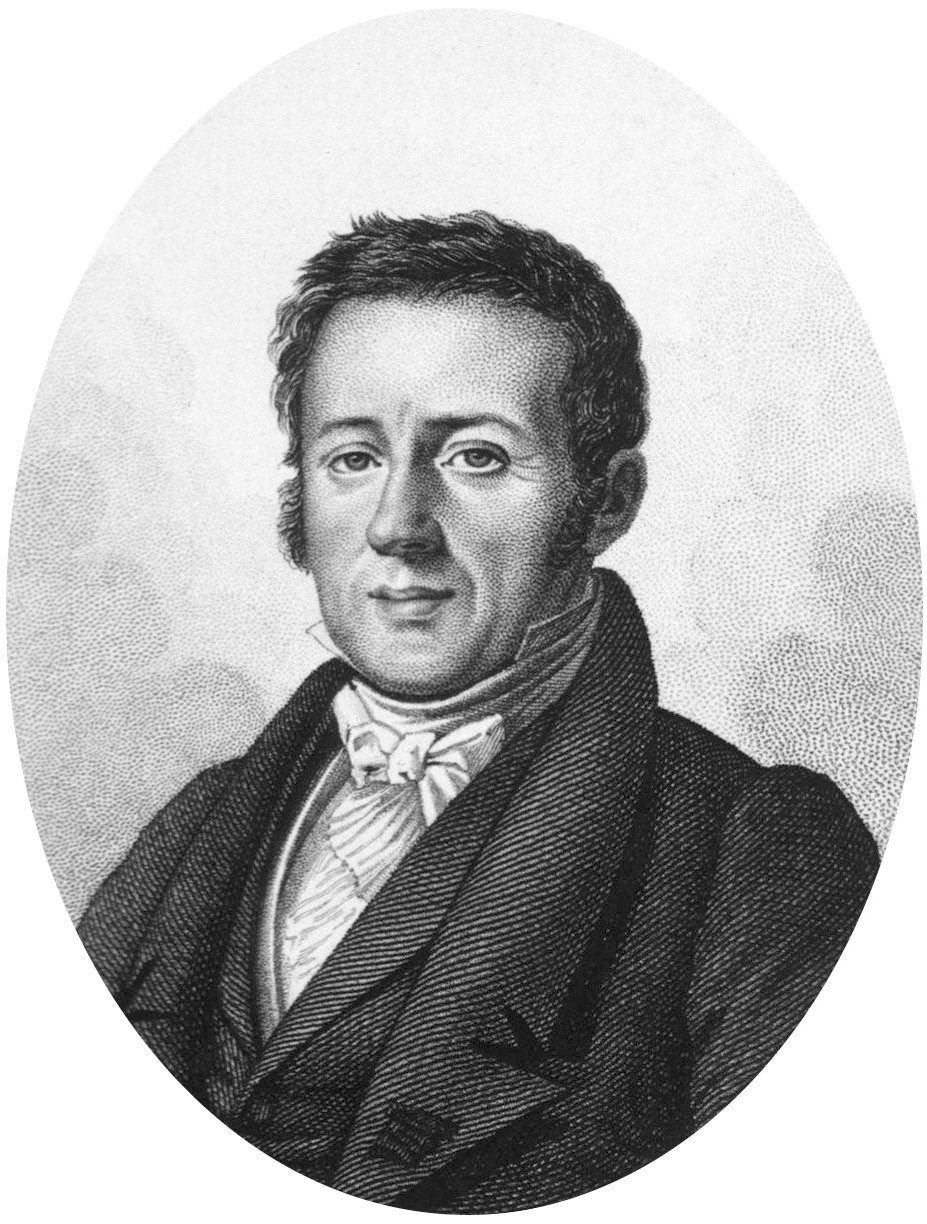
رنه پریمور لسن

رنه پریمور لسن (به فرانسوی: Rene primevere Lesson) (زاده ۲۰ مارس ۱۷۹۴ - مرگ ۲۸ آوریل ۱۸۴۹) جراح، پرنده‌شناس و خزنده‌شناس فرانسوی بود.